# 島谷怜
島谷 怜（しまたに れん、2000年7月28日 - ）は、日本の男子バスケットボール選手である。ポジションはポイントガード。

## 来歴
北海道釧路市出身。
東海大四中等部、東海大札幌高校では全国大会を経験し、U-18日本代表にも選出される。
東海大学進学後は2年次と4年次の2度インカレで優勝。
2023年1月、レバンガ北海道に特別指定選手として登録される。
卒業後の4月、レバンガ北海道と2023-24シーズンの選手契約締結。

## 所属歴
- 釧路市立大楽毛小学校
- 苫小牧市立緑小学校
- 東海大学付属第四高等学校中等部
- 東海大学付属札幌高等学校
- 東海大学
  - レバンガ北海道（特別指定選手：2023）
- レバンガ北海道（2023 - ）

## 日本代表歴
- U-18日本代表[4]